# Bolszaja Klimowskaja
Bolszaja Klimowskaja (ros. Большая Климовская) – wieś w Rosji, w rejonie wożegodskim obwodu wołogodzkiego. W 2010 r. liczyła 346 mieszkańców.